# Hans Jakob Willi

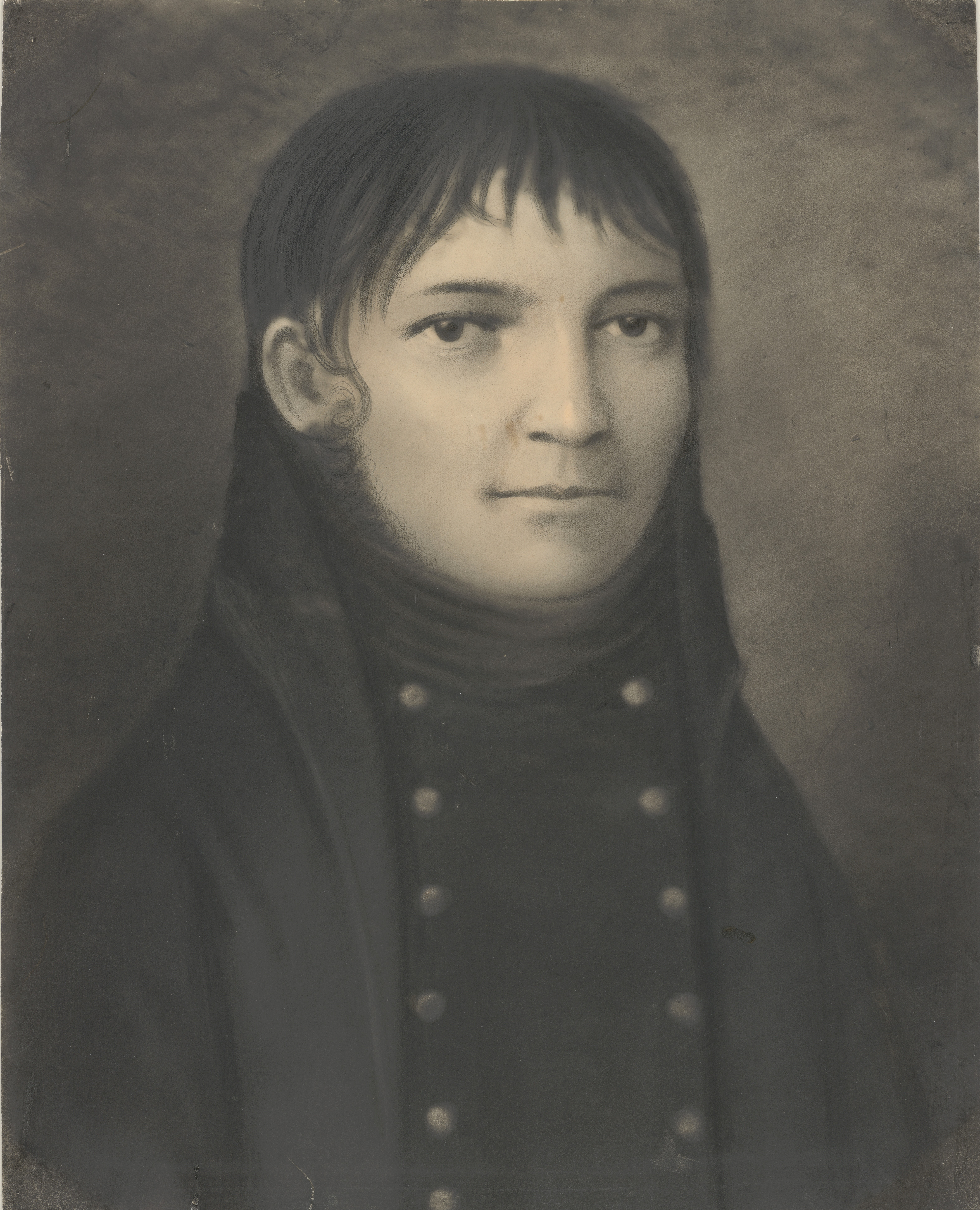
Johann Jakob Willi, um 1800

Hans Jakob Willi, auch Johann Jakob Willi, (* 19. April 1772 in Horgen; † 25. April 1804 in Zürich) war der Anführer der Aufständischen im Bockenkrieg 1804. 

## Leben
Hans Jakob Willi wurde als Sohn des Schuhmachers Johann Jakob Willi und seiner Frau Anna Maria Leuthold in Horgen geboren.  

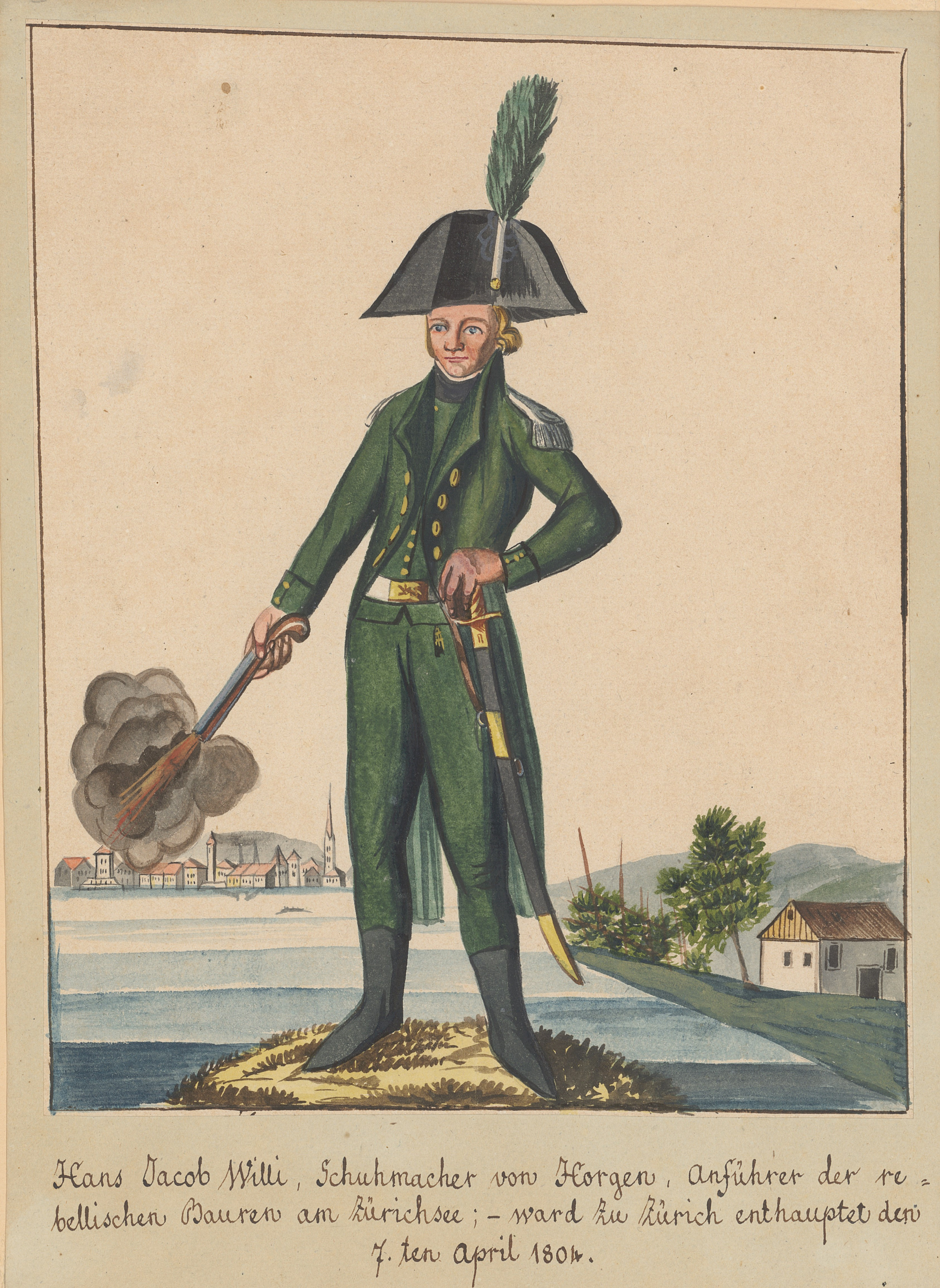
Hans Jakob Willi im Soldatenrock und mit einer Pistole in seiner Rechten

Nach seiner Schuhmacherlehre in der Werkstatt seines Vaters begab sich Willi im Alter von 15 Jahren als Reisläufer in spanische und französische Dienste. Nach der Flucht aus englischer Kriegsgefangenschaft gelangte er 1801 wieder nach Horgen. Am 28. März 1803 heiratete er Anna Anton von Horgen.
Die Mediationsverfassung von 1803 verschob die Machtverhältnisse zugunsten der Stadt Zürich. Der kriegserfahrene Willi wurde Anführer der Aufständischen in der Landschaft. Die Gefechte erhielten den Namen Bockenkrieg nach der Gastwirtschaft Bocken in Arn bei Horgen. Auf dem Zürichsee kamen bei der Beschiessung von Horgen drei Kriegsschiffe zum Einsatz. Die Aufständischen gewannen das Gefecht, Willi aber musste verletzt ausscheiden. Der Aufstand brach nun sehr schnell zusammen.   
Im Anschluss an das Gefecht bei der Bocken hielt sich Hans Jakob Willi versteckt, bis er nach sieben Tagen in Stäfa gefasst wurde. Ein verfassungswidriges Kriegsgericht verurteilte ihn trotz Intervention von Napoleon Bonaparte. Am 25. April 1804 um 14 Uhr wurde er, zusammen mit zwei Mitangeklagten, hingerichtet.

„Wir sind ja freie Schweizer, durchwegs gleichberechtigte Bürger. Wenn bei uns eine Regierung die Stimme des Volkes nicht hören will, so ist sie tyrannisch.“